# Monument de Michel Servet
Le monument de Michel Servet se dresse dans le quartier de Champel, à Genève en Suisse. C'est un monument expiatoire qui commémore le supplice de Michel Servet le 27 octobre 1553.
Sept autres monuments se trouvent :
- en France à Annemasse, à Paris et à Vienne ;
- en Espagne à Saragosse, qui en compte trois, et à Huesca.

## Histoire
Le monument expiatoire de Genève est inauguré le 27 octobre 1903, lors du 350e anniversaire de l'exécution de Michel Servet. Érigé près de l'endroit où s'élevait le bûcher, il se trouve au débouché des avenues de la Roseraie et de Beau-Séjour.
Du 14 au 18 septembre 1902, un congrès international de libres-penseurs se tient à Genève. À cette occasion, sur proposition de l'athée espagnol Pompeyo Gener (es), on décide d'édifier un monument en hommage à Michel Servet au lieu même de son exécution. Dans ce but, une commission internationale est instituée. Mais les Réformés genevois souhaitent entraver ce projet qui dérange leur conscience. Prenant les devants, ils font construire un « contre-monument » qui vise moins à rappeler le destin tragique de Michel Servet qu'à exonérer Jean Calvin de son supplice, en invoquant la responsabilité collective d'une époque révolue égarée par l'intolérance religieuse. 

## Description
Le monument est une stèle en forme de menhir. L'inscription est rédigée par Émile Doumergue, professeur d'histoire ecclésiastique à la Faculté de théologie de Montauban et biographe de Jean Calvin
Fils respectueux et reconnaissants de Calvin
notre grand réformateur
mais condamnant une erreur
qui fut celle de son siècle
et fermement attachés à la liberté de conscience
selon les vrais principes de la Réformation
et de l'Évangile
nous avons élevé ce monument expiatoire
le XXVII octobre MCMIII (27 octobre 1903)
Au verso du monument sont gravées les dates de naissance et de décès de Servet : 
Le XXVII octobre MDLIII (27 octobre 1553)
mourut sur le bûcher
à Champel
Michel Servet
de Villeneuve d'Aragon
né le XXIX septembre MDXI (29 septembre 1511)
Le 3 octobre 2011, pour commémorer les 500 ans de la naissance de Michel Servet, une statue est inaugurée à côté de la stèle de 1903 par le conseiller administratif Rémy Pagani.

## Autres monuments

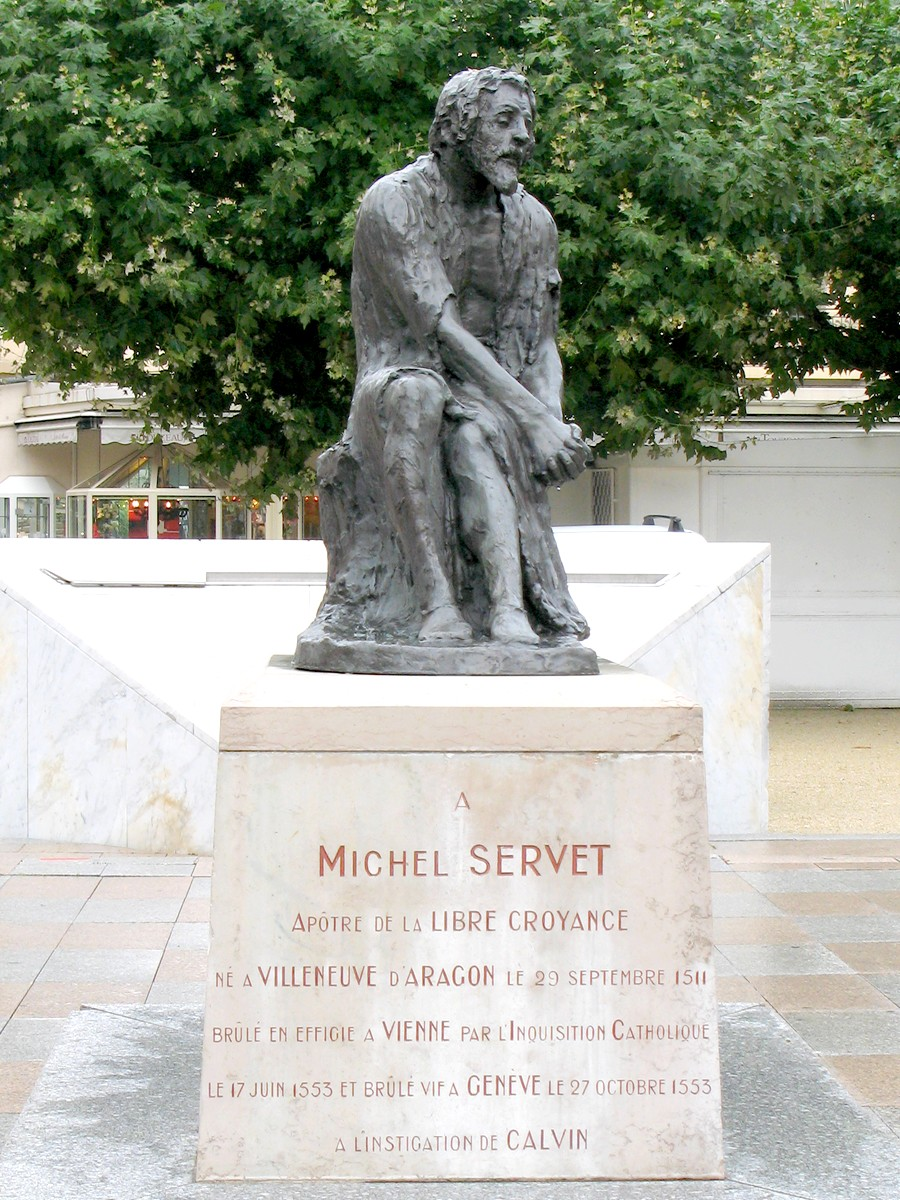
La statue de 1960 à Annemasse.

### Annemasse
Un monument honorant Michel Servet est inauguré le 25 octobre 1908 dans la ville française d'Annemasse, qui ne se trouve qu'à 8 kilomètres du centre de Genève et à 4 kilomètres de la colline de Champel, lieu du supplice. L'initiative émane d'un groupe de chrétiens libéraux et d'unitariens français et genevois. Auguste Dide, ancien pasteur réformé devenu athée, trouve le monument de Champel insuffisant et équivoque. Le monument se compose d'une statue en bronze due à la protestante genevoise Clotilde Roch (1861-1921). 
Sur ordre du régime de Vichy, qui collabore avec les troupes d'occupation allemande, la statue est fondue le 13 septembre 1941 pour en récupérer le métal. Plus tard, la Résistance dépose sur son socle subsistant une couronne portant l'inscription « À Michel Servet, la première victime du fascisme ». L'inscription actuelle indique : « À Michel Servet, Apôtre de la libre croyance, né à Villeneuve d'Aragon le 29 septembre 1511, brûlé en effigie à Vienne par l'Inquisition Catholique le 17 juin 1553, et brûlé vif à Genève le 27 octobre 1553, à l'instigation de Calvin ». 
Une réplique de la statue détruite est inaugurée le 4 septembre 1960.

### Paris

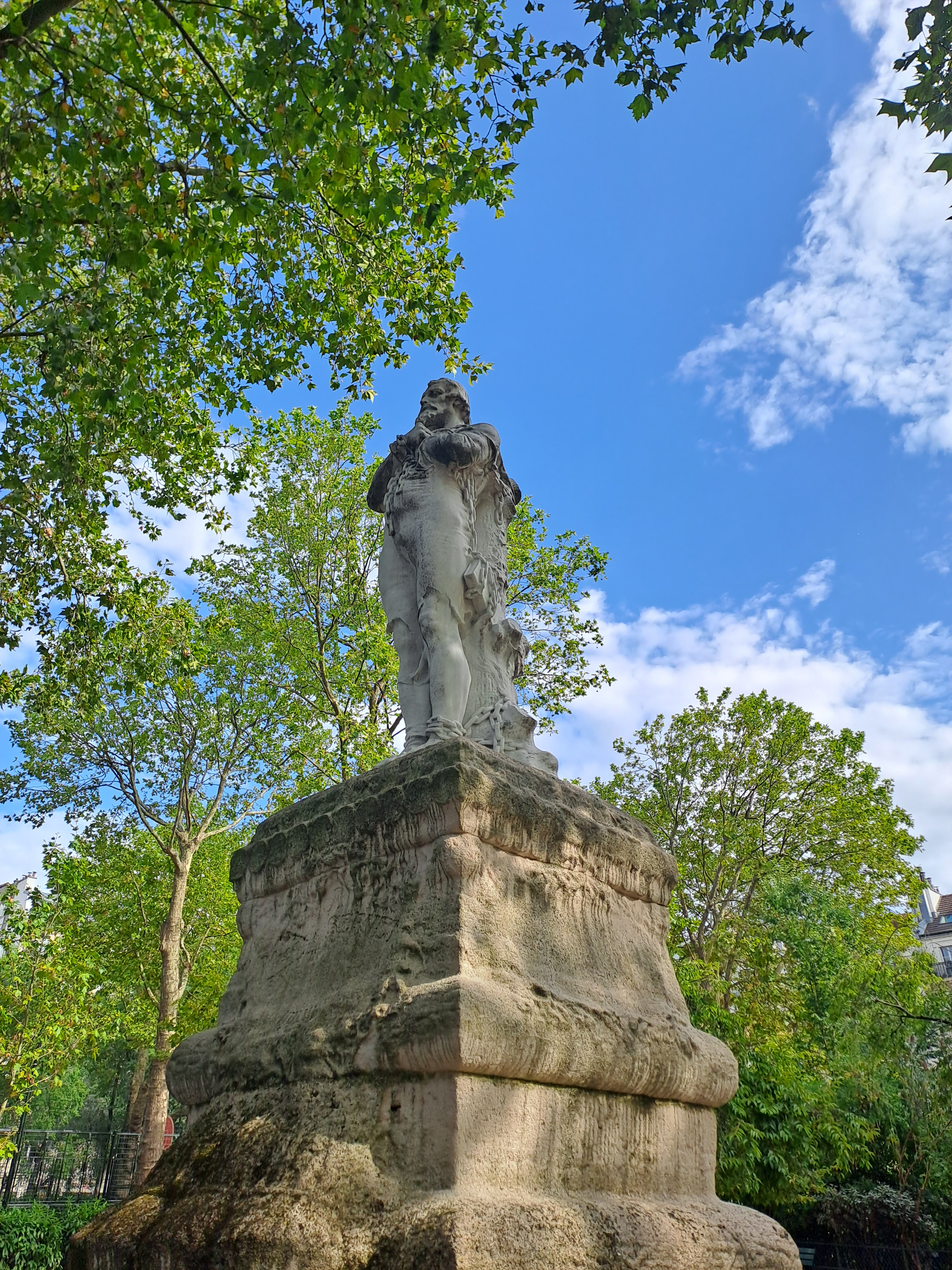
Monument à Michel Servet, Paris.

Dans le square de l'Aspirant-Dunand (14e) s'élève une statue sculptée en 1908 par Jean Baffier. Il est lié à la personnalité d'Henri Rochefort, journaliste antisémite, et à un courant de la droite nationaliste, issue du boulangisme et de l'antidreyfusisme. Il s'agit d’offrir une réplique nationaliste et républicaine aux statues anticléricales contemporaine d'Étienne Dolet place Maubert et du chevalier de La Barre square Nadar à Montmartre, lieux de mémoire et de commémoration des libres-penseurs de gauche. C'est un acte intentionnel d'antiprotestantisme politique contre une république dont un grand nombre de serviteurs sont calviniste. Henri Rochefort veut ainsi défendre les catholiques, attaqués selon lui dans le cadre de l'Affaire Dreyfus par les protestants, alliés des juifs et des libres-penseurs de gauche,.

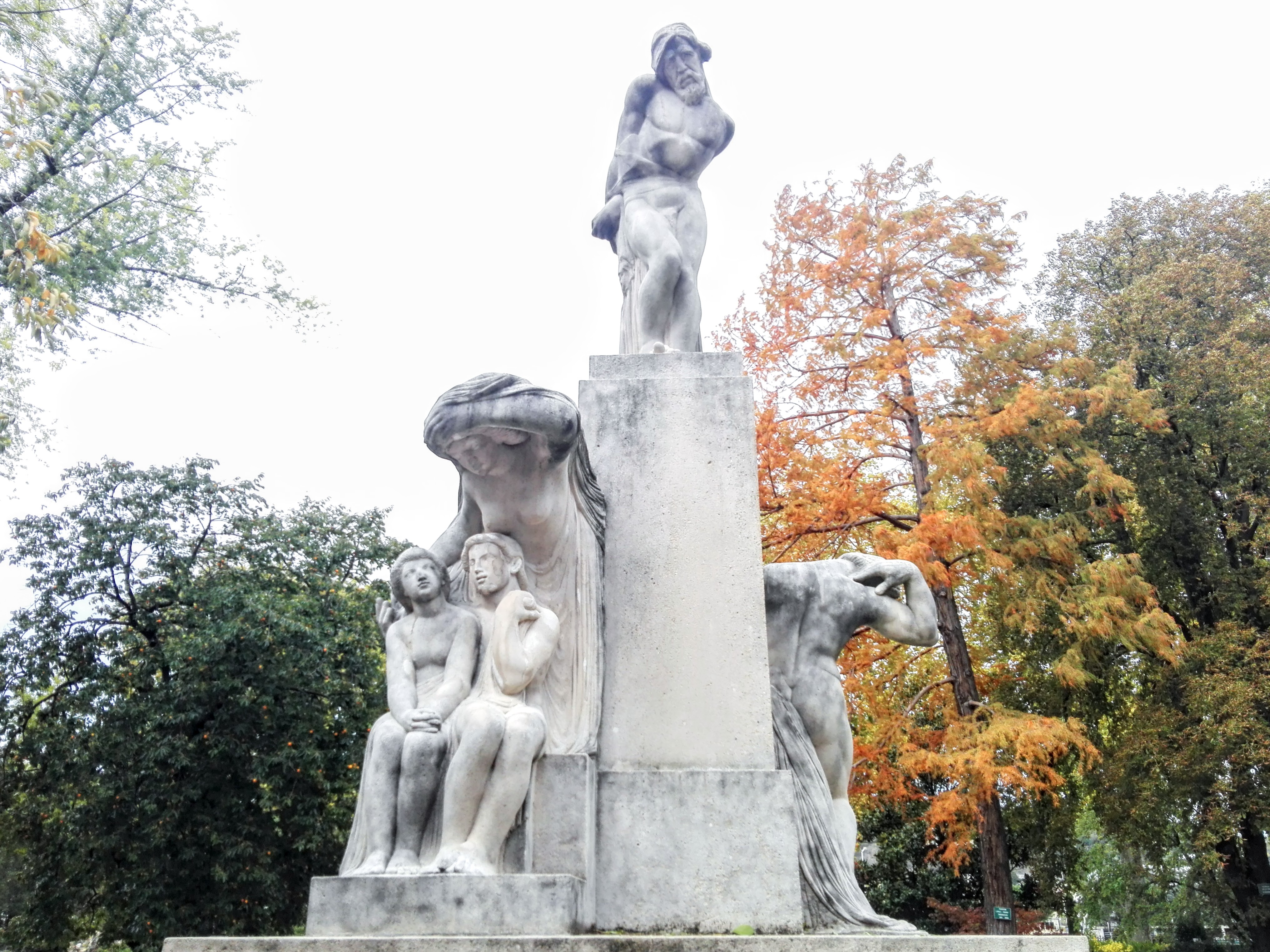
Monument à Michel Servet, Vienne.

### Vienne
En 1908, le sculpteur d'origine viennoise Joseph Bernard achève une statue en l'honneur de Michel Servet. Conçue à la demande des libres-penseurs et franc-maçons elle doit orner le Mur des réformateurs tout juste édifié à Genève. Mais les autorités helvétiques la refusent à cause de sa contradiction avec un monument honorant Calvin et de son inscription expiatoire trop explicite.[citation nécessaire]. Il est inauguré le 15 novembre 1911.
La statue est offerte à la ville française de Vienne, où le savant réside après 1540 et est arrêté et condamné à mort en 1553 par l'Inquisition catholique. Camille Jouffray l'inaugure le 15 octobre 1911.

### Saragosse
Dans la ville de Saragosse, chef-lieu de la province où naquit Michel Servet et ville où il aurait étudié, trois monuments l'y célèbrent :
- à l'université de médecine, une statue le représente assis ;
- à l'hopital qui porte son nom, une statue reproduit celle d'Annemasse dans un format légèrement moindre ;
- dans la rue Asalto, une stèle le montre de profil gauche.

### Huesca
Un parc portant le nom de Michel Servet est orné de son buste par Blanca Marchán.